# Магнитуд
Магнитуд (M) е величина, характеризираща отделената под формата на сеизмични вълни енергия при земетресение.

## Определяне
Магнитудът се определя посредством изчисление, въз основа на измерената със сеизмометър амплитуда на колебание на земната кора и отдалечеността на сеизмометъра от епицентъра на земетресението. През 1935 г. Рихтер въвежда десетобална скала за измерване магнитуда на земетресенията в Калифорния - скала на Рихтер. Впоследствие начинът на изчисление е прецизиран, с което пресметнатият магнитуд е точна мярка за енергията. Скалата е логаритмична и има абсолютен характер. Магнитудът е пропорционален на десетичния логаритъм от енергията Е на сеизмичната вълна ({\displaystyle M=4,8+1,5lgE}). Най-слабите земетресения са с отрицателен магнитуд (М < 0), най-силните са с М 9 и повече.
- {\displaystyle M=\ lgA-\lg A_{\mathrm {0} }(\delta )=\lg {\frac {A}{A_{\mathrm {0} }(\delta )}}}